# Saxparty 3
Saxparty 3 är ett studioalbum från 1976, utgivet av det svenska dansbandet Ingmar Nordströms på skivbolaget Frituna. Albumet placerade sig som högst på tredje plats på den svenska albumlistan. Albumet återutgavs 1988 till CD.

## Låtlista
1. Sommarmorgon
2. The Elephant Song
3. Rock On
4. Blue Hawaii
5. A La Bonne Heure
6. I Can't Stop Lovin' You
7. Banana Boat Song (Day-O)
8. How High the Moon
9. Indian Summer (Africa)
10. Livet är härligt att leva
11. O Sole Mio
12. Lite närhet
13. Volare
14. In the Mood

## Listplaceringar
| Lista (1976-1977) | Topplacering |
| ----------------- | ------------ |
| Sverige           | 3            |

### Fotnoter
1. ↑  Listplacering